# Little Rock (Minnesota)
Little Rock é uma Região censo-designada localizada no estado americano de Minnesota, no Condado de Beltrami.

## Demografia
Segundo o censo americano de 2000, a sua população era de 1055 habitantes.

## Geografia
De acordo com o United States Census Bureau tem uma área de
35,5 km², dos quais 33,8 km² cobertos por terra e 1,7 km² cobertos por água.

## Localidades na vizinhança
O diagrama seguinte representa as localidades num raio de 32 km ao redor de Little Rock.